# Peking-Mandarijn
Peking-Mandarijn is een subgroep in het Mandarijn die in Peking, Noord-Hebei, Liaoning, Sinkiang en Binnen-Mongolië wordt gesproken.
- Sino-Tibetaanse talen
  - Chinese talen
    - Mandarijn
      - Peking-Mandarijn

Deze subgroep is nauw verwant met de subgroep Noordoost-Mandarijn. Peking-Mandarijn wordt onderverdeeld in onder andere de vormen: Beijinghua.
Het totaal aantal sprekers van deze subgroep wordt geschat op vijftien miljoen. In de Oeigoerse Autonome regio Sinkiang wordt veel Peking-Mandarijn gesproken. Dat komt doordat er in de jaren vijftig van de twintigste eeuw zeer veel soldaten hier kwamen wonen.